# Cases de l'Eixample
Les Cases de l'Eixample és una obra d'Agullana (Alt Empordà) inclosa a l'Inventari del Patrimoni Arquitectònic de Catalunya.

## Descripció
Cases entre mitgeres situades en un dels carrers del centre del poble. Són cases amb tres crugies perpendiculars a la façana, amb escala de dos trams, a la part central, d'una crugia lateral. Els murs són de pedra amorterada i d'obra de fàbrica. Les voltes de la planta baixa són de pla escarceres, mentre les altres plantes en presenten de quatre punts. Els pisos repeteixen una mateixa composició: sala central, tres cambres amb alcova, cuina i eixida posterior. A les dues plantes superiors les habitacions que donen al carrer disposen de grans balcons de ferro forjat. La senzillesa i funcionalitat d'aquesta tipologia d'habitatges fou, sens dubte, la raó principal perquè s'adaptés a la majoria de carrers de l'eixample del segle xix.